# Памятная медаль «За оборону Словакии в марте 1939»
Памятная медаль «За оборону Словакии в марте 1939» (словац.  Pamätná medaila za obranu Slovenska v marci 1939) — государственная награда Словацкой республики.
Медаль была учреждена указом первого президента первой Словацкой республики Й. Тисо 8 мая 1939 года, в память о боевых действиях из-за территориальных границ во время конфликта с Венгрией в марте 1939 в ходе создания отдельной Словацкой республики после распада Чехословакии после Мюнхенского соглашения 1938 года.
Второй вариант медали с тем же названием был утверждён осенью 1939 года в память о боевых действиях во время конфликта из-за территориальных границ с Польшей.
По решению правительства упразднена в октябре 1940 года.

## Основания награждения
Медалью награждались военнослужащие и гражданские лица Словакии за заслуги во время вооружённого конфликта в марте 1939 года на словацко-венгерской границе во время создания самостоятельной Словацкой республики. После конфликта с Польшей в сентябре того же года, медаль также вручалась участникам и этого конфликта.

## Описание медали
Памятная медаль «За оборону Словакии в марте 1939» изготавливалась из бронзы и имела форму треугольного щита с заокруглёнными концами диаметром 38×45 мм.
На лицевой стороне медали, в центральной её части, размещены широкий меч, с направленным вниз острием и рукоятью выступающей за пределы щита, с боков — ветки лавра и липы.
На оборотной стороне помещена надпись выступающими буквами и цифрами:
JAVORINA
III 1939/IX 1939
IX 1939
Награда имела гражданскую и военную категории. При этом, в зависимости от места участия в боевых действиях награждаемого, имелись отличия в надписи на оборотной стороне медали:
- «За оборону Словакии в марте 1939» («Za obranu Slovenska v marci 1939»),
- «Яворина-Орава» («Javorina — Orava»)
- «III. 1939»
- «IX. 1939»
- «Яворина» («Javorina»), щиток шириной 20 мм
- «Яворина» («Javorina»), щиток шириной 32 мм.

Медаль при помощи ушка и кольца соединялась с пятиугольной колодочкой с заокругленными концами, обтянутой  обтянутой шёлковой муаровой лентой синего цвета шириной 36 мм, края ленты окантованы узкими полосками красного и белого цвета. Посередине ленты продольная белая полоска 4 мм белых и бокам . На ленте были накладки из бронзы размерами 14х5 мм с надписями в зависимости от того, где награждаемый принимал участие в боевых действиях.